# Stratiomys dissimilis
Stratiomys dissimilis är en tvåvingeart som först beskrevs av Enrico Adelelmo Brunetti 1923. Stratiomys dissimilis ingår i släktet Stratiomys och familjen vapenflugor.
Artens utbredningsområde är Myanmar. Inga underarter finns listade i Catalogue of Life.